# Musée Delta (Athis-Mons)
 (février 2022).
Le musée Delta est un musée situé au bord de l'enceinte de l'aéroport de Paris-Orly sur la commune française d'Athis-Mons dans le département de l'Essonne et la région Île-de-France. Il a pour vocation principale de présenter les avions qui ont fait l'histoire de la technologie aéronautique de l'aile Delta. C'est le pendant sud du musée de l'Air et de l'Espace situé au Bourget ; il est parfois lui aussi appelé musée de l'Air. Ce musée a temporairement disparu lors du prolongement du tramway ligne 7, lorsque son bail de vingt ans n'a pas été renouvelé. Il a néanmoins pu rouvrir le temps d'un week-end pour le Téléthon 2014. Depuis les Journées européennes du patrimoine 2015, le musée est à nouveau ouvert les selon les horaires suivants : du 15 janvier au 15 décembre de 14h à 18 h, les mercredis et samedis.; d'avril à fin juillet, les dimanches de 14h à 18 h. L'association gestionnaire est Athis Aviation Musée Delta.

## Situation
Le musée est situé au bord sud de l'enceinte de l'aéroport de Paris-Orly à l'extrémité sud de la piste 02/20, entre la route nationale 7, appelée avenue François-Mitterrand dans la commune et la voie de service E de l'aéroport.

## Histoire
Depuis le 12 avril 1988, et le transfert de l'exposition du Concorde 102 d'Aéroports de Paris à l'association Athis Paray Aviation, fut constituée une collection d'appareils à aile delta ou emblématique de l'histoire de l'aviation à Orly.
L'association « Athis-Paray » créée par Nicolas Roland Payen est à l'origine du musée.

## Collection
Le musée est principalement consacré à l'histoire et à la présentation d'avions de type aile delta. Actuellement, il possède toujours le Concorde 102 sorti du hangar de Toulouse le 8 septembre 1972, immatriculé [F-WTSA], qui effectua trois cent quatorze vols, le premier le 10 janvier 1973 et le trois cent quatorzième et dernier le 20 mai 1976, vol qui le vit quitter Toulouse pour Orly où ADP (Aéroport de Paris) l'exposa pendant dix ans avec le prototype de la Caravelle. Après avoir été cédé à la municipalité d'Athis-Mons contre un franc symbolique, le Concorde est arrivé au musée Delta le 12 avril 1988,.
S'ajoutait la deux cent dix-huitième Caravelle, emblématique de l'essor de l'aéroport d'Orly, immatriculée [F-BVPZ], qui effectua son premier vol le 23 mai 1967 et effectua 24 154 vols. Elle fut commandée par la compagnie aérienne yougoslave JAT, rachetée le 12 mai 1978 par la société Aérotour, avant de passer en avril 1981 sous les couleurs de la compagnie française Corse Air International. Restaurée par le musée il y a quelques années, elle sert à présent de structure d'entrainement aux pompiers de l'aéroport, pratiquant les exercices incendie au beau milieu des sièges qui furent jadis patiemment restaurés par les membres de l'association responsable du musée.
Un Mercure, immatriculé [F-BTTJ] de la compagnie Air Inter, était également présent sur le site du musée (celui-ci a été démonté et envoyé en Hollande), ainsi que deux Mirages III (stockés dans un entrepôt de la ville à la suite de leur évacuation du terrain par la mairie, mais désormais en attente de remontage après avoir été réappropriés par le musée Delta, ils sont stationnés à côté du Concorde),. On trouve également un RD de reconnaissance photographique et l'un des dix Mirage III B2 d'entrainement pour le ravitaillement en vol des futurs pilotes de Mirage IV, une maquette échelle 1 du Payen Pa-100, ancêtre des Payen Pa-49 Katy et Payen Pa-61 Arbalète et deux ULM, un Aviasud Sirocco (en) et un Visair 1.
En 2022, le musée réceptionne le radôme de la tour de contrôle d'Orly, un radar de surface ASTRE 2000. Le radar a été retiré de la tour de contrôle en septembre 2020. Son assemblage se poursuit en 2022 au musée.

## Galerie

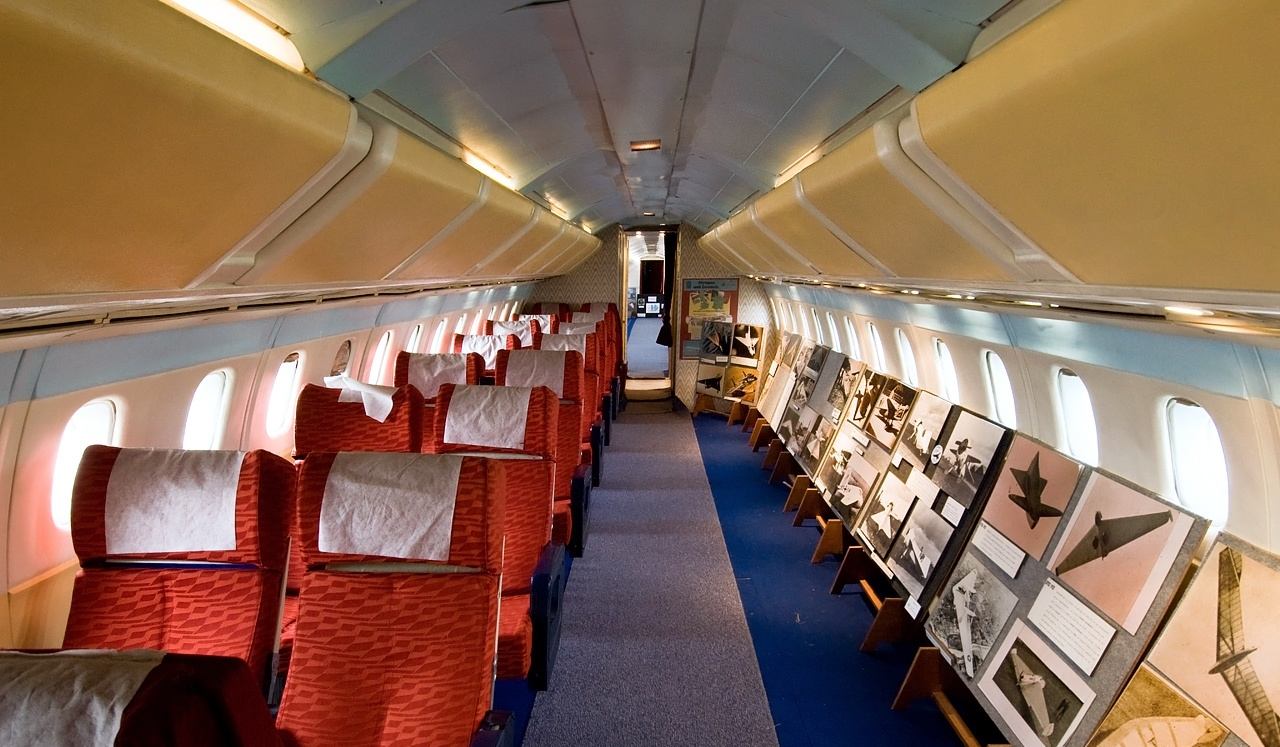
Intérieur du Concorde F-WTSA.
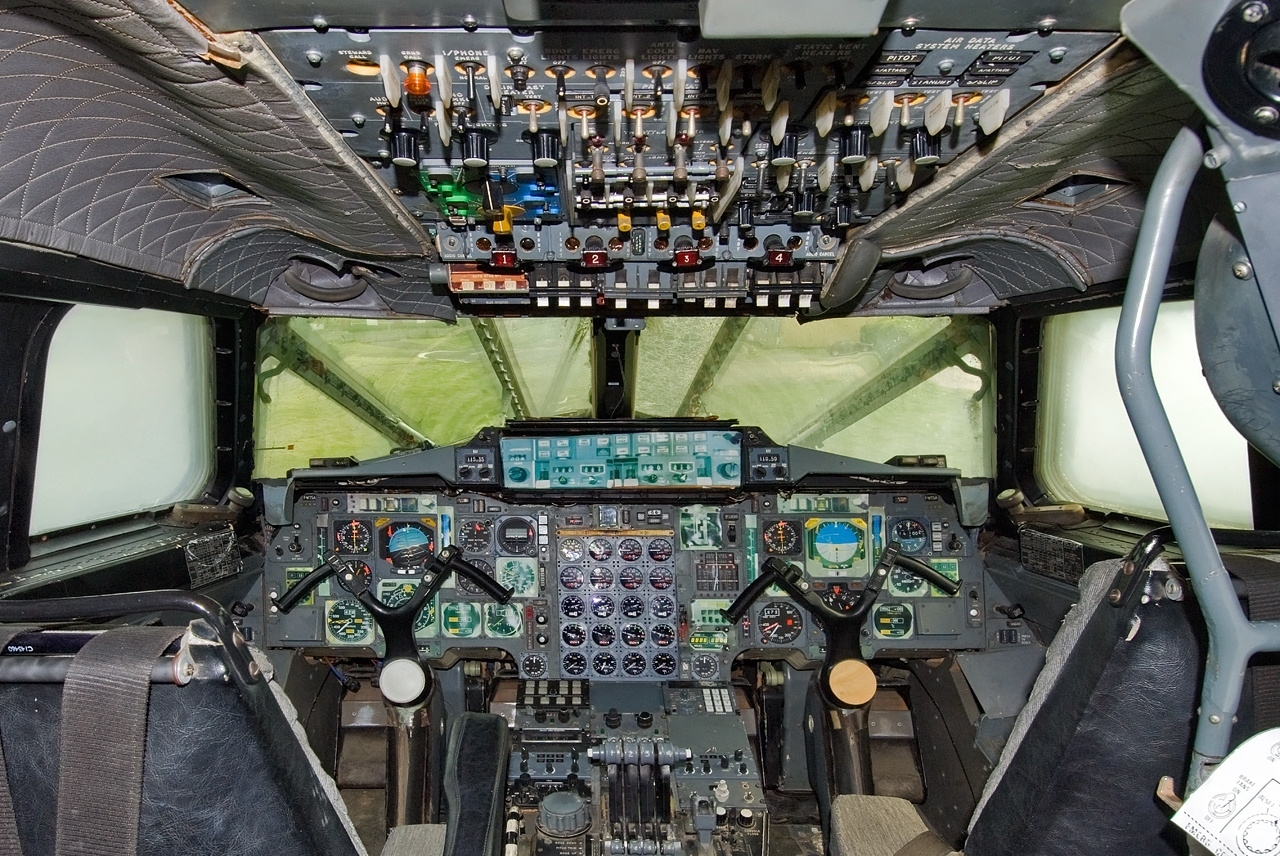
Cockpit du Concorde.
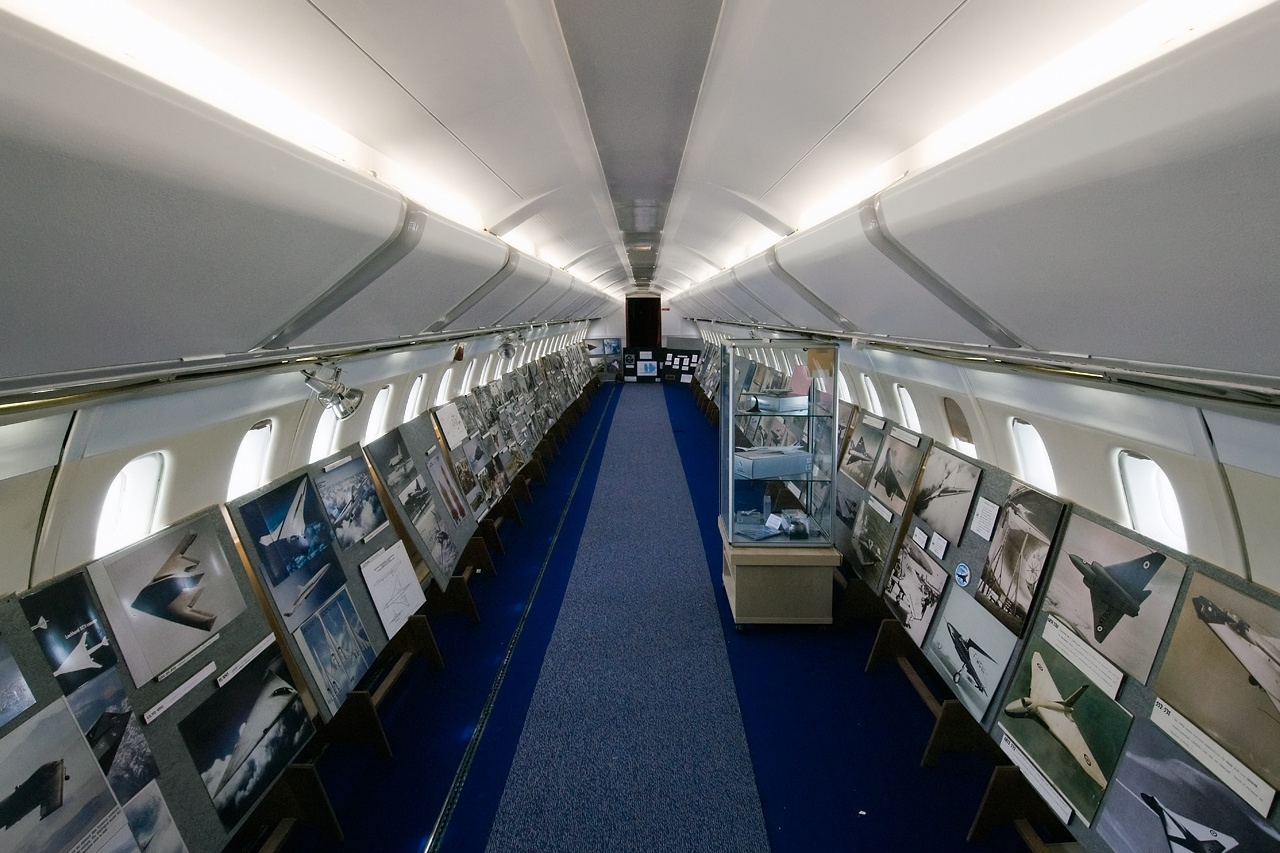
Exposition de photographies dans le tronçon arrière du Concorde.
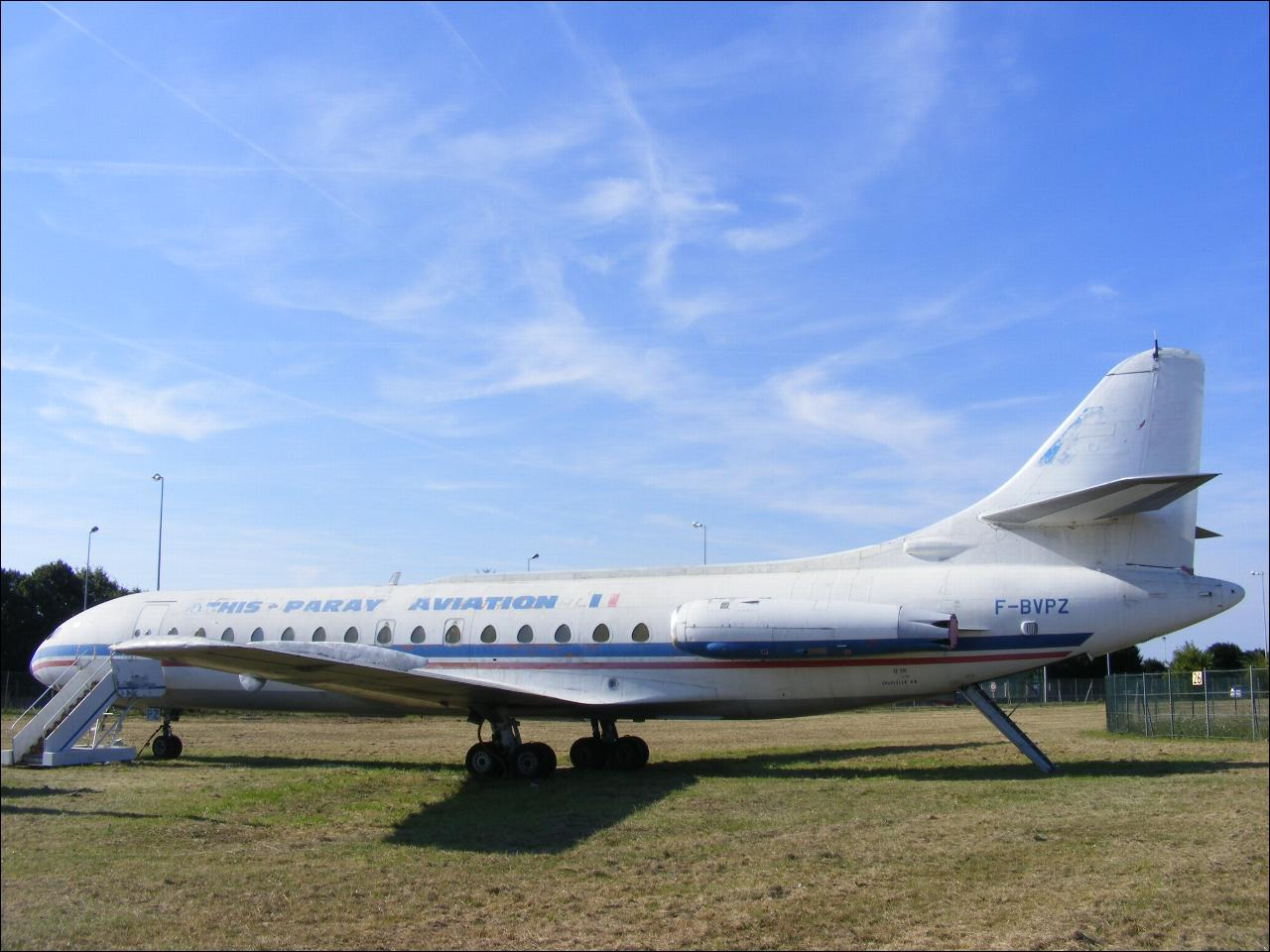
Vue extérieure de la Caravelle F-BVPZ.